# SkyMed
SkyMed ist eine kanadische Dramaserie, die vom medizinischen Personal und den Piloten einer Luftambulanz im kanadischen Manitoba handelt. Sie hatte am 10. Juli 2022 bei CBC ihre Premiere. Die zweite Staffel wurde am 1. Oktober 2023 veröffentlicht. Die deutschsprachige Veröffentlichung der ersten Staffel fand am 3. März 2023 auf Paramount+ statt. Am 12. Januar 2024 folgte die zweite Staffel.

## Handlung
Krankenschwester Hayley Roberts kommt für einen Neuanfang in Thompson, Manitoba um sich dort der Luftambulanz SkyMed anzuschließen. Da sie ausgebildete Hebamme ist, wird ihr von vornherein, vor allem von der erfahrenen Sanitäterin Crystal Highway, klargemacht, dass sie für diesen nervenaufreibenden Job ungeeignet ist. Im Laufe der ersten Staffel kann sie sich aber durchsetzen und zeigen, dass sie dieser Aufgabe doch mehr als gewachsen ist. In den Episoden werden verschiedene Notfälle beschrieben und es kommt immer wieder zu gefährlichen Situationen für die Piloten und das medizinische Team. Vor allem werden episodenübergreifend die persönlichen Beziehungen der einzelnen Charaktere erzählt.

## Entwicklung und Produktion
Entwickelt wurde die Serie von Julie Puckrin. Die Idee zur Serie kam ihr, als ihre Schwester und ihr Schwager gemeinsam an Bord eines Rettungsflugzeugs arbeiteten. Puckrin war bei der Serie Diversität wichtig. Dazu wurde auch beim Autorenteam auf eine queere und indigene Besetzung geachtet.

## Besetzung und Synchronisation
Die Synchronisation entstand nach einem Dialogbuch von Stephan Rabow und Philip Rohrbeck für die FFS Film- & Fernseh-Synchron (Staffel 1) und Iyuno Germany (Staffel 2). Die Dialogregie führte Stephan Rabow.
| Rolle                              | Darsteller         | Hauptrolle (Episoden) | Synchronsprecher       |
| ---------------------------------- | ------------------ | --------------------- | ---------------------- |
| Hayley Roberts                     | Natasha Calis      | 1.01–                 | Olivia Büschken        |
| Crystal Highway                    | Morgan Holmstrom   | 1.01–                 | Gabrielle Pietermann   |
| Jay „Chopper“ Chopra               | Praneet Akilla     | 1.01–                 | Julius Jellinek        |
| Captain Austin Bodie               | Aason Nadjiwon     | 1.01–                 | Vincent Fallow         |
| Captain Milos Novak                | Thomas Elms        | 1.01–                 | Jeremias Koschorz      |
| Tristan Green                      | Kheon Clarke       | 1.01–                 | Lasse Dreyer           |
| Captain William „Wheezer“ Heaseman | Aaron Ashmore      | 1.01–                 | Fabian Oscar Wien      |
| Jeremy Wood                        | Braeden Clarke     | 1.01–3.01             | Fabian Kluckert        |
| Madison Van Camp                   | Emilia McCarthy    | 1.01–                 | Jana Dunja Gries       |
| Emma Lin                           | Rebecca Kwan       | 1.01–1.09             | Daniela Molina         |
| Dr. Trevor Sung                    | Patrick Kwok-Choon | 1.01–1.09             | Tino Mewes             |
| Chief Pilot Pierce                 | Jeff Teravainen    | 1.01–1.09             |                        |
| Stef                               | Sydney Kuhne       | 2.01–                 | Lena-Marie Rettinghaus |
| Dr. Yana                           | Nadine Whiteman    | 2.01–                 | Almut Zydra            |